# Ocho asturiano

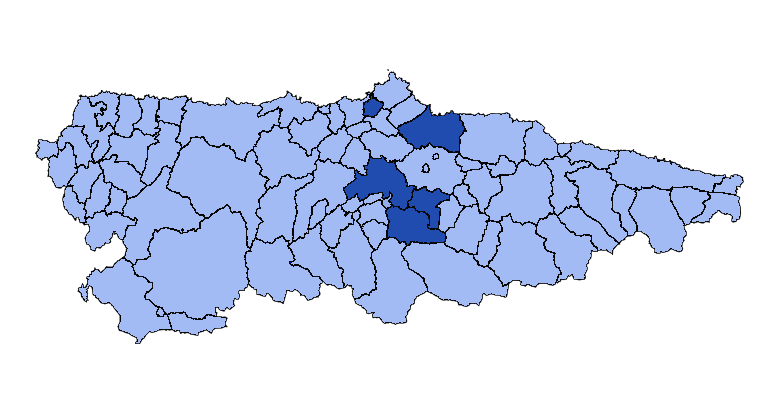
Ubicación de los concejos que forman el Ocho asturiano

Se conoce como Ocho asturiano al área que forman los concejos o municipios asturianos de Avilés, Gijón, Langreo, Mieres y Oviedo. Se denomina así porque sobre un mapa el territorio delimitado puede circunscribirse en la forma de la cifra ocho ("8"). La selección de estos cinco concejos es porque albergan las cinco ciudades más pobladas de Asturias.